# Seznam fotbalových brankářů s 20 a více vstřelenými góly
V seznamu fotbalových brankářů, kteří vstřelili 20 a více gólů, je celkem 21 brankářů, kteří zvládli tuto metu překonat.

## Seznam
Aktivní hráči jsou vyznačeni tučně
| Jméno                  | Počet gólů |
| ---------------------- | ---------- |
| Rogério Ceni           | 129        |
| José Luis Chilavert    | 67         |
| Jorge Campos           | 46         |
| Johnny Vegas Fernandéz | 45         |
| René Higuita           | 43         |
| Dimitar Ivankov        | 42         |
| Márcio                 | 40         |
| Fernando Patterson     | 35         |
| Fábio Rampi            | 35         |
| Hans-Jörg Butt         | 33         |
| Misael Alfaro          | 31         |
| Dragan Pantelić        | 29         |
| Exar Rosales           | 26         |
| Žarko Lukić            | 25         |
| Marco Cornez           | 24         |
| Vincent Enyeama        | 24         |
| Rafael Dudamel         | 22         |
| Phan Van Santos        | 22         |
| Nizami Sadıqov         | 21         |
| Cristian Lucchetti     | 20         |
| Sebastian Saja         | 20         |

Mezi slavné brankáře, kteří vstřelili gól, patří Edwin van der Sar a Peter Schmeichel.